# Équipe du Maroc de football à la Coupe du monde 2018
L’équipe du Maroc de football participe à la Coupe du monde de football 2018 organisée en Russie du 14 juin au 15 juillet 2018.

## Préparation de l'événement

### Contexte
Après deux ans sans disputer de matchs ou de compétitions officiels, l'équipe nationale du Maroc entre en lice pour les qualifications de la Coupe du monde de football de 2018 en novembre 2015.

### Qualification
Le Maroc qui est encore sous la houlette de Badou Zaki débute les éliminatoires du Mondial à partir du deuxième tour. Ainsi les coéquipiers de Mehdi Benatia ont dû affronter la Guinée-équatoriale dans un match aller-retour. La première manche s'est tenue au Maroc, les Lions de l'Atlas se sont imposés sur le score de 2-0. Malgré une défaite au match retour (1-0), le Maroc se qualifie tout de même pour le dernier tour profitant de son résultat à l'aller.
Le 16 février 2016, Hervé Renard est désigné sélectionneur du Maroc et succède ainsi à Zaki. Le Français a donc pour mission de qualifier les Lions de l'Atlas à la CAN 2017 et à la Coupe du monde de football 2018.
| 1er Match        | Maroc                     | 2 – 0 | Guinée équatoriale | Stade Adrar, Agadir |  |
| 12 novembre 2015 | El Arabi 30e · Bammou 66e |       |                    |                     |  |

| 2e Match         | Guinée équatoriale | 1 – 0 | Maroc | Stade Nkoantoma, Bata |  |
| 15 novembre 2015 | Da Gracia 14e      |       |       |                       |  |

À la suite du tirage au sort, le Maroc a hérité du groupe C composé du Gabon, de la Côte d'Ivoire et du Mali.
Après deux matchs nuls vierges consécutifs lors des deux premières journées, l'équipe nationale du Maroc a dû attendre sa troisième rencontre du groupe pour gagner, et ce en affrontant son homologue malienne à Rabat en gagnant sur un score de 6-0. Le Mali devait absolument s'imposer la journée suivante pour pouvoir espérer toujours se qualifier, mais il n'y est pas arrivé et a dû concéder un match nul 0-0 face aux Marocains.
Ainsi lors de la 5e journée de la phase de groupes, la Côte d'Ivoire ne réussit pas à s'imposer face aux Maliens (0-0 à Bamako). Le Maroc recevait le lendemain le Gabon à Casablanca dans un match qui se joue à guichet fermé. La rencontre se termine par un 3-0 en faveur des hommes d'Hervé Renard grâce notamment à un triplé de Khalid Boutaïb. Les Lions profitent du faux-pas des Éléphants ivoiriens qui se font devancer par les Marocains dans le tableau.
Nouveau leader du classement, le Maroc doit affronter son dauphin la Côte d'Ivoire à Abidjan le 11 novembre 2017. Sachant que le match nul pouvait suffire aux Marocains afin de valider leur ticket pour Russie 2018, ces derniers font mieux, ils s'imposent en terre ivoirienne avec la manière sur le score de 2 buts à 0. C'est la première fois que le Maroc obtient une victoire en Côte d'Ivoire dans l'histoire des confrontations entre les deux nations. Ainsi, les Lions de l'Atlas s'imposent pour la deuxième fois consécutive face aux Éléphants après leur victoire à la CAN 2017 (1-0).
Le Maroc boucle sa campagne de qualification pour le Mondial 2018 en n'encaissant aucun but. Chose qu'aucune nation qualifiée pour ce mondial n'a réalisé lors de ses éliminatoires.
| Rang | Équipe        | Pts | J | G | N | P | Bp | Bc | Diff |  | Résultats (▼ dom., ► ext.) |     |     |     |     |
| ---- | ------------- | --- | - | - | - | - | -- | -- | ---- |  | -------------------------- | --- | --- | --- | --- |
| 1    | Maroc         | 12  | 6 | 3 | 3 | 0 | 11 | 0  | +11  |  | Maroc                      |     | 0-0 | 3-0 | 6-0 |
| 2    | Côte d'Ivoire | 8   | 6 | 2 | 2 | 2 | 7  | 5  | +2   |  | Côte d'Ivoire              | 0-2 |     | 1-2 | 3-1 |
| 3    | Gabon         | 6   | 6 | 1 | 3 | 2 | 2  | 7  | -5   |  | Gabon                      | 0-0 | 0-3 |     | 0-0 |
| 4    | Mali          | 4   | 6 | 0 | 4 | 2 | 1  | 9  | -8   |  | Mali                       | 0-0 | 0-0 | 0-0 |     |

| 1er match                  | Gabon                        | 0 – 0   | Maroc |                                                                   |                                                                   |
| 8 octobre 2016 16:00 UTC+1 |                              | (0 - 0) |       | Stade de Franceville, Franceville Arbitrage : Hamada Nampiandraza | Stade de Franceville, Franceville Arbitrage : Hamada Nampiandraza |
| 8 octobre 2016 16:00 UTC+1 | Rapport (FIFA) Rapport (CAF) |         |       | Stade de Franceville, Franceville Arbitrage : Hamada Nampiandraza | Stade de Franceville, Franceville Arbitrage : Hamada Nampiandraza |

| 2e match                     | Maroc                        | 0 – 0   | Côte d'Ivoire |                                                                 |                                                                 |
| 12 novembre 2016 21:30 UTC+1 |                              | (0 - 0) |               | Grand Stade de Marrakech, Marrakech Arbitrage : Bernard Camille | Grand Stade de Marrakech, Marrakech Arbitrage : Bernard Camille |
| 12 novembre 2016 21:30 UTC+1 | Rapport (FIFA) Rapport (CAF) |         |               | Grand Stade de Marrakech, Marrakech Arbitrage : Bernard Camille | Grand Stade de Marrakech, Marrakech Arbitrage : Bernard Camille |

| 3e match                       | Maroc                                                                  | 6 – 0   | Mali |                                                                 |                                                                 |
| 1er septembre 2017 21:00 UTC+1 | Ziyech 19e (pen.) 61e · Boutaïb 27e · Hakimi 72e · Fajr 86e · Mahi 88e | (2 – 0) |      | Complexe sportif Moulay-Abdallah, Rabat Arbitrage : Sidi Alioum | Complexe sportif Moulay-Abdallah, Rabat Arbitrage : Sidi Alioum |
| 1er septembre 2017 21:00 UTC+1 | Rapport (FIFA) Rapport (CAF)                                           |         |      | Complexe sportif Moulay-Abdallah, Rabat Arbitrage : Sidi Alioum | Complexe sportif Moulay-Abdallah, Rabat Arbitrage : Sidi Alioum |

| 4e match               | Mali                         | 0 – 0   | Maroc |                                                       |                                                       |
| 5 septembre 2017 20h00 |                              | (0 - 0) |       | Stade 26 Mars, Bamako Arbitrage : Hamada Nampiandraza | Stade 26 Mars, Bamako Arbitrage : Hamada Nampiandraza |
| 5 septembre 2017 20h00 | Rapport (FIFA) Rapport (CAF) |         |       | Stade 26 Mars, Bamako Arbitrage : Hamada Nampiandraza | Stade 26 Mars, Bamako Arbitrage : Hamada Nampiandraza |

| 5e match             | Maroc                        | 3 – 0   | Gabon |                                                                            |                                                                            |
| 7 octobre 2017 20:00 | Boutaïb 38e 56e 72e          | (1 - 0) |       | Stade Mohammed-V, Casablanca Spectateurs : 65 000 Arbitrage : Victor Gomes | Stade Mohammed-V, Casablanca Spectateurs : 65 000 Arbitrage : Victor Gomes |
| 7 octobre 2017 20:00 | Rapport (FIFA) Rapport (CAF) |         |       | Stade Mohammed-V, Casablanca Spectateurs : 65 000 Arbitrage : Victor Gomes | Stade Mohammed-V, Casablanca Spectateurs : 65 000 Arbitrage : Victor Gomes |

| 6e match               | Côte d'Ivoire                  | 0 – 2   | Maroc                   |                                                                  |                                                                  |
| 11 novembre 2017 17:30 |                                | (0 - 2) | Dirar 25e · Benatia 30e | Stade Félix-Houphouët-Boigny, Abidjan Arbitrage : Bakary Gassama | Stade Félix-Houphouët-Boigny, Abidjan Arbitrage : Bakary Gassama |
| 11 novembre 2017 17:30 | Rapport (FIFA) [Rapport (CAF)] |         |                         | Stade Félix-Houphouët-Boigny, Abidjan Arbitrage : Bakary Gassama | Stade Félix-Houphouët-Boigny, Abidjan Arbitrage : Bakary Gassama |

### Préparation
| 23 mars 2018 | Serbie    | 1–2     | Maroc                           | Turin, Italie                                                             |  |  |
| 20:30 UTC+1  | Tadić 37e | Rapport | Ziyech 29e (pen.) · Boutaïb 40e | Stade : Stade olympique de Turin Affluence : 15 700 Arbitre : Marco Guida |  |  |
|              |           |         |                                 |                                                                           |  |  |

| 27 mars 2018 | Maroc                      | 2–0     | Ouzbékistan | Casablanca, Maroc                                                     |  |  |
| 20:00 UTC+1  | El Kaabi 4e · Da Costa 43e | Rapport |             | Stade : Stade Mohammed-V Affluence : 15 000 Arbitre : Maguette Ndiaye |  |  |
|              |                            |         |             |                                                                       |  |  |

| 31 mai 2018 | Maroc | 0–0     | Ukraine | Carouge, Suisse                                                    |  |  |
| 20:00 UTC+2 |       | Rapport |         | Stade : Stade de Genève Affluence : 8 000 Arbitre : Sandro Schärer |  |  |
|             |       |         |         |                                                                    |  |  |

| 4 juin 2018 | Maroc                       | 2–1     | Slovaquie  | Carouge, Suisse                                                    |  |  |
| 20:00 UTC+2 | El Kaabi 64e · Belhanda 74e | Rapport | Greguš 59e | Stade : Stade de Genève Affluence : 7 000 Arbitre : Lionel Tschudi |  |  |
|             |                             |         |            |                                                                    |  |  |

| 9 juin 2018 | Estonie   | 1–3     | Maroc                                            | Tallinn, Estonie                                                 |  |  |
| 19:00 UTC+3 | Purje 76e | Rapport | Belhanda 11e · Ziyech 38e (pen.) · En-Nesyri 72e | Stade : A. Le Coq Arena Affluence : 4 756 Arbitre : Marius Avram |  |  |
|             |           |         |                                                  |                                                                  |  |  |

### Séjour et hébergement
Après un stage de préparation de 10 jours à Crans-Montana en Suisse entre le 27 mai et le 6 juin pour deux matchs amicaux au Stade de Genève (vs Ukraine et Slovaquie), la sélection se déplacera ensemble de l'aéroport de Genève jusqu'à Tallinn en avion pour un match amical face à l'Estonie. Ils y resteront 4 jours, jusqu'au soir du 9 juin 2018 avant de prendre l'avion pour la Russie vers 5h du matin. Hervé Renard fera le choix de la ville de Voronej situé au sud est de Moscou, à plus de 460 kilomètres de Moscou. Il est d’ailleurs le seul parmi les 32 sélectionneurs au Mondial à avoir choisi cette ville. L’équipe nationale s’est entraîné au Stadium Sheika et a résidé au Voronezh Mariott Hôtel pendant 18 jours, jusqu'au soir du 25 juin 2018.

## Joueurs et encadrement
Le 17 mai 2018, Hervé Renard annonce une liste de 26 joueurs, composée de 23 sélectionnés et 3 réservistes (Oualid El Hajjam, Noussair Mazraoui et Youssef En-Nesyri).
La liste définitive des 23 joueurs a été finalement annoncée le 4 juin 2018. L'attaquant Youssef En-Nesyri, initialement réserviste, prendra part au Mondial à la place du défenseur Badr Banoune.
| Numéro / Nom       | Numéro / Nom                   | Club                | Date de naissance et âge*  | J.              | Buts            |                 |                 |                 |
| Gardiens de but    | Gardiens de but                | Gardiens de but     | Gardiens de but            | Gardiens de but | Gardiens de but | Gardiens de but | Gardiens de but | Gardiens de but |
| ------------------ | ------------------------------ | ------------------- | -------------------------- | --------------- | --------------- | --------------- | --------------- | --------------- |
| 01                 | Yassine Bounou                 | Gérone FC           | 5 avril 1991 (27 ans)      | 0               | 0               | 0               | 0               | 0               |
| 12                 | Munir Mohand Mohamedi          | CD Numancia         | 10 mai 1989 (29 ans)       | 3               | 0               | 1               | 0               | 0               |
| 22                 | Ahmed Reda Tagnaouti           | Ittihad de Tanger   | 5 avril 1996 (22 ans)      | 0               | 0               | 0               | 0               | 0               |
| Défenseurs         |                                |                     |                            |                 |                 |                 |                 |                 |
| 02                 | Achraf Hakimi                  | Real Madrid         | 4 novembre 1998 (19 ans)   | 3               | 0               | 1               | 0               | 0               |
| 03                 | Hamza Mendyl                   | LOSC Lille          | 21 octobre 1997 (20 ans)   | 0               | 0               | 0               | 0               | 0               |
| 04                 | Manuel da Costa                | Istanbul Başakşehir | 6 mai 1986 (32 ans)        | 3               | 0               | 1               | 0               | 0               |
| 05                 | Medhi Benatia                  | Juventus FC         | 17 avril 1987 (31 ans)     | 2               | 0               | 1               | 0               | 0               |
| 06                 | Romain Saïss                   | Wolverhampton FC    | 26 mars 1990 (28 ans)      | 2               | 0               | 0               | 0               | 0               |
| 17                 | Nabil Dirar                    | Fenerbahçe SK       | 25 février 1986 (32 ans)   | 2               | 0               | 0               | 0               | 0               |
| Milieux de terrain |                                |                     |                            |                 |                 |                 |                 |                 |
| 07                 | Hakim Ziyech                   | Ajax Amsterdam      | 19 mars 1993 (25 ans)      | 3               | 0               | 0               | 0               | 0               |
| 08                 | Karim El Ahmadi                | Feyenoord Rotterdam | 27 janvier 1985 (33 ans)   | 3               | 0               | 2               | 0               | 0               |
| 10                 | Younès Belhanda                | Galatasaray SK      | 25 février 1990 (28 ans)   | 3               | 0               | 0               | 0               | 0               |
| 11                 | Fayçal Fajr                    | Getafe CF           | 1er août 1988 (29 ans)     | 2               | 0               | 0               | 0               | 0               |
| 14                 | Mbark Boussoufa ( au 3e match) | Al-Jazira Club      | 15 août 1984 (33 ans)      | 3               | 0               | 1               | 0               | 0               |
| 15                 | Youssef Aït Bennasser          | SM Caen             | 7 juillet 1996 (21 ans)    | 0               | 0               | 0               | 0               | 0               |
| 18                 | Amine Harit                    | FC Schalke 04       | 18 juin 1997 (20 ans)      | 1               | 0               | 0               | 0               | 0               |
| 21                 | Sofyan Amrabat                 | Feyenoord Rotterdam | 21 août 1996 (21 ans)      | 1               | 0               | 0               | 0               | 0               |
| 23                 | Mehdi Carcela                  | Standard de Liège   | 1er juillet 1989 (28 ans)  | 1               | 0               | 0               | 0               | 0               |
| Attaquants         |                                |                     |                            |                 |                 |                 |                 |                 |
| 09                 | Ayoub El Kaabi                 | RS Berkane          | 26 juin 1993 (24 ans)      | 2               | 0               | 0               | 0               | 0               |
| 13                 | Khalid Boutaïb                 | Yeni Malatyaspor    | 24 avril 1987 (31 ans)     | 2               | 1               | 0               | 0               | 0               |
| 16                 | Nordin Amrabat                 | CD Leganés          | 31 mars 1987 (31 ans)      | 3               | 0               | 1               | 0               | 0               |
| 19                 | Youssef En-Nesyri              | Málaga CF           | 1er juin 1997 (21 ans)     | 1               | 1               | 0               | 0               | 0               |
| 20                 | Aziz Bouhaddouz                | FC Sankt Pauli      | 30 mars 1987 (31 ans)      | 2               | 0               | 0               | 0               | 0               |
| Sélectionneur      |                                |                     |                            |                 |                 |                 |                 |                 |
|                    | Hervé Renard                   |                     | 30 septembre 1968 (49 ans) |                 |                 |                 |                 |                 |

* NB : Les âges sont calculés au début de la Coupe du monde 2018, le 14 juin 2018.

## Bilan et après Coupe du monde
Le 28 juin, soit quatre jours après son dernier match de poule, la Fédération royale marocaine de football a adressé une lettre munie de séquences vidéo à la FIFA demandant des explications sur les erreurs d'arbitrage commises lors des matchs contre le Portugal et l'Espagne, plus exactement huit cas.
Durant la période du mercato estival, plusieurs joueurs ayant pris part au Mondial ont changé de clubs: Karim El Ahmadi, Nordin Amrabat et Aziz Bouhaddouz rejoignent l'Arabie saoudite successivement l'Ittihad FC, l'Al-Nasr Riyad et l'Al-Batin Football Club,, Achraf Hakimi est prêté pour deux saisons au Borussia Dortmund, Ayoub El Kaabi signe en Chine avec Hebei China Fortune FC, le gardien Munir Mohand Mohamedi avec Málaga CF. Hamza Mendyl rejoint Amine Harit à Schalke 04 et Youssef En-Nesyri rejoint la Liga en signant au CD Leganés. Sofyan Amrabat quitte l'Eredivisie pour le Club Bruges et Fayçal Fajr quitte la Liga pour SM Caen en France. Le prêt de Youssef Aït Bennasser au SM Caen prend fin et retourne à l'AS Monaco.
- Munir Mohand Mohamedi est transféré du CD Numancia  au Malaga CF .
- Ahmed Reda Tagnaouti est en fin de prêt et retourne de l'Ittihad de Tanger  au Wydad Casablanca .
- Hamza Mendyl est transféré du LOSC Lille  au Schalke 04 .
- Manuel da Costa est transféré du Istanbul Başakşehir FK  au Ittihad FC .
- Karim El Ahmadi est transféré du Feyenoord Rotterdam  au Ittihad FC .
- Nordin Amrabat est en fin de prêt au CD Leganés , retourne au Watford FC  avant d'être transféré à Al-Nassr Riyad .
- Mehdi Benatia est transféré de la Juventus FC  au Al-Duhail .
- Fayçal Fajr est transféré du Getafe CF  au SM Caen .
- Mbark Boussoufa passe de l'Al-Jazira Club  à sans club.
- Sofyan Amrabat est transféré du Feyenoord Rotterdam  au Club Bruges .
- Ayoub El Kaabi est transféré du RS Berkane  au Hebei China Fortune .
- Aziz Bouhaddouz est transféré du FC Sankt Pauli  au Al-Batin FC .
- Youssef En-Nesyri est transféré du Malaga CF  au CD Leganés .
- Khalid Boutaïb est transféré du Yeni Malatyaspor  au Zamalek SC .
- Youssef Aït Bennasser est en fin de prêt au SM Caen , retourne à l'AS Monaco  avant d'être à nouveau prêté à l'AS Saint-Etienne .

## Compétition

### Format et tirage au sort
Le tirage au sort de la phase finale est effectué le 1er décembre 2017 à Moscou. Le Maroc est placé dans le groupe B en compagnie du Portugal (Championne d'Europe en titre), de l'Espagne (Championne du monde en 2010) et de l'Iran (Premier qualifié au Mondial en Asie).

### Premier tour

#### Maroc-Iran

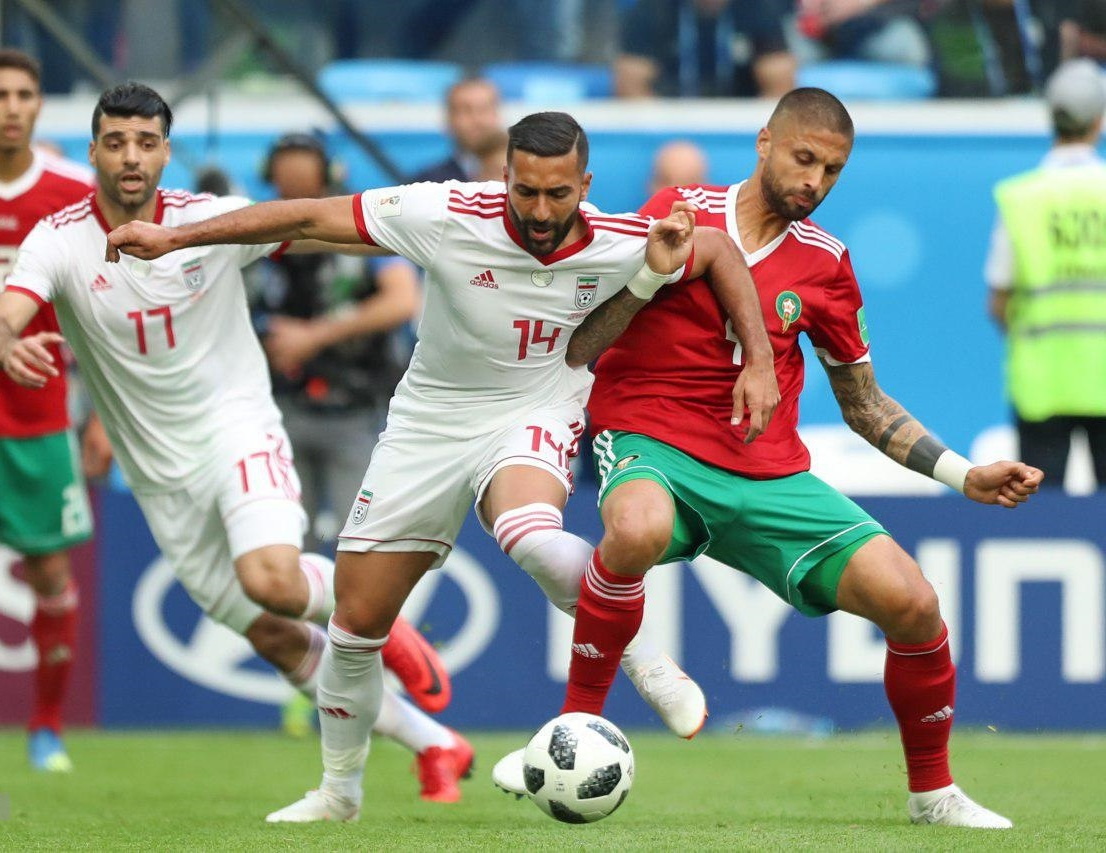
Match de l'équipe du Maroc face à l'Iran en Coupe du monde 2018

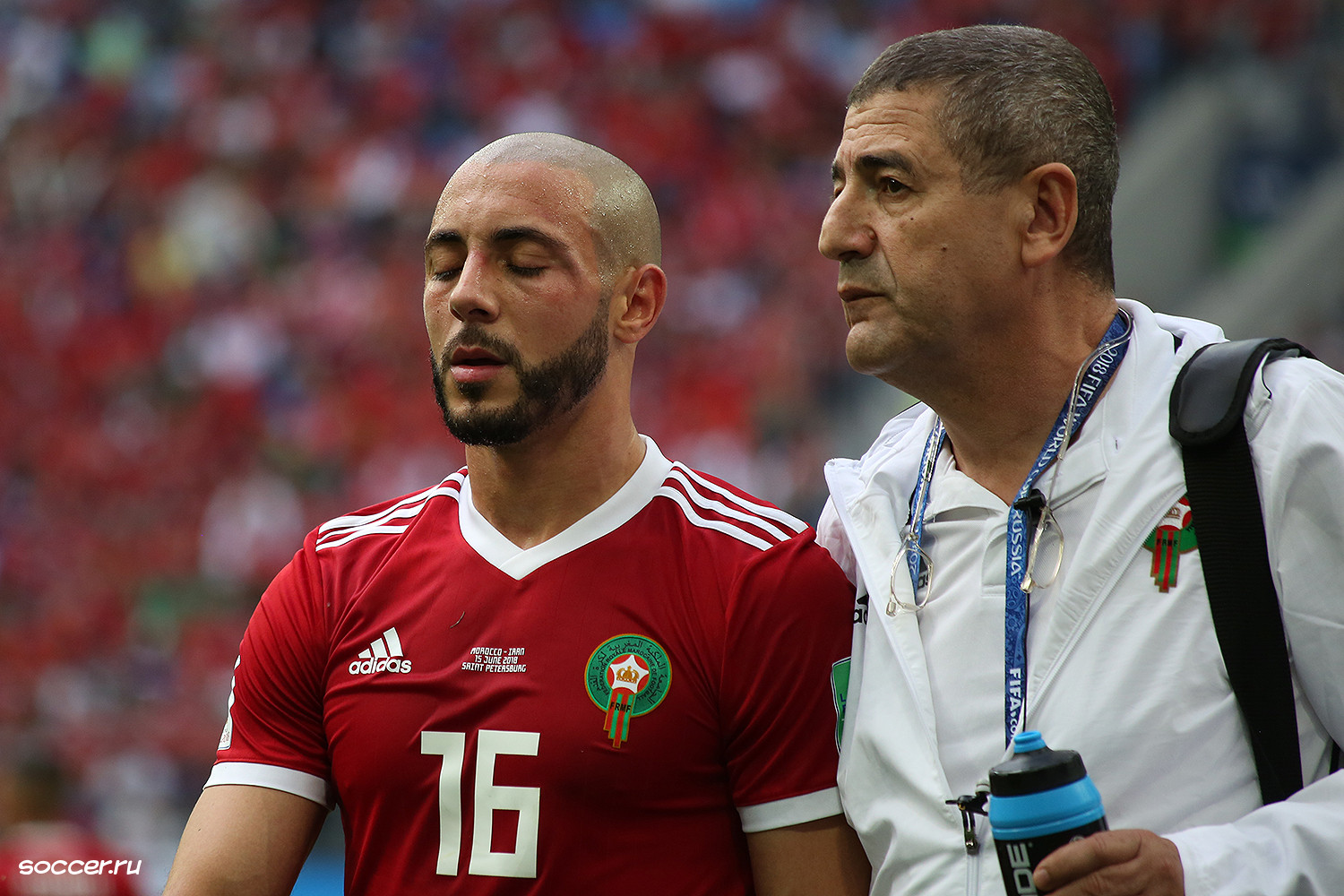
Blessure de Nordin Amrabat après sa commotion cerebrale

Le premier match des Lions de l'Atlas, considéré comme étant le match le plus décisif du groupe B avec l'Espagne et le Portugal prendra énormément de l'ampleur au sein du groupe marocain. Le Maroc jouera son premier match avec un nombre de 62.548 spectateurs dans les tribunes russes. L'équipe de l'Iran décidera de fermer les couloirs tout au long du match dans un jeu très fermé. Malgré la possession de jeu forte dominante en faveur des marocains, le match tournera tardivement au cauchemar à la 90 +5e minute où Sofyan Amrabat, entrera en jeu à la 76e minute à la place de son grand frère Nordin Amrabat, victime d'une commotion cérébrale en plein match, qui provoquera une faute pas loin de la surface dans son propre camp. Etant la dernière action du match, Aziz Bouhaddouz, cherchant à pousser la balle en dehors des limites, fera l'erreur de pousser la balle dans son camp à la dernière minute du match. Le joueur formé en Allemagne recevra un tas de message de soutien de la part du monde de football. Le jeune joueur Amine Harit sera désigné homme du match par la FIFA. Avec un Nabil Dirar blessé, l'entraîneur Hervé Renard aura commencé avec le même onze de départ que face à l'Estonie quelques jours plus tôt dans un match de préparation (victoire, 1-3). Les Marocains seront alors classés dernier du groupe B avec 0 point.
| Sélectionneur : |
| Renard          |

| Sélectionneur : |
| Carlos Queiroz  |

| Sélectionneur : |
| Renard          |

| Sélectionneur : |
| Carlos Queiroz  |

#### Portugal-Maroc

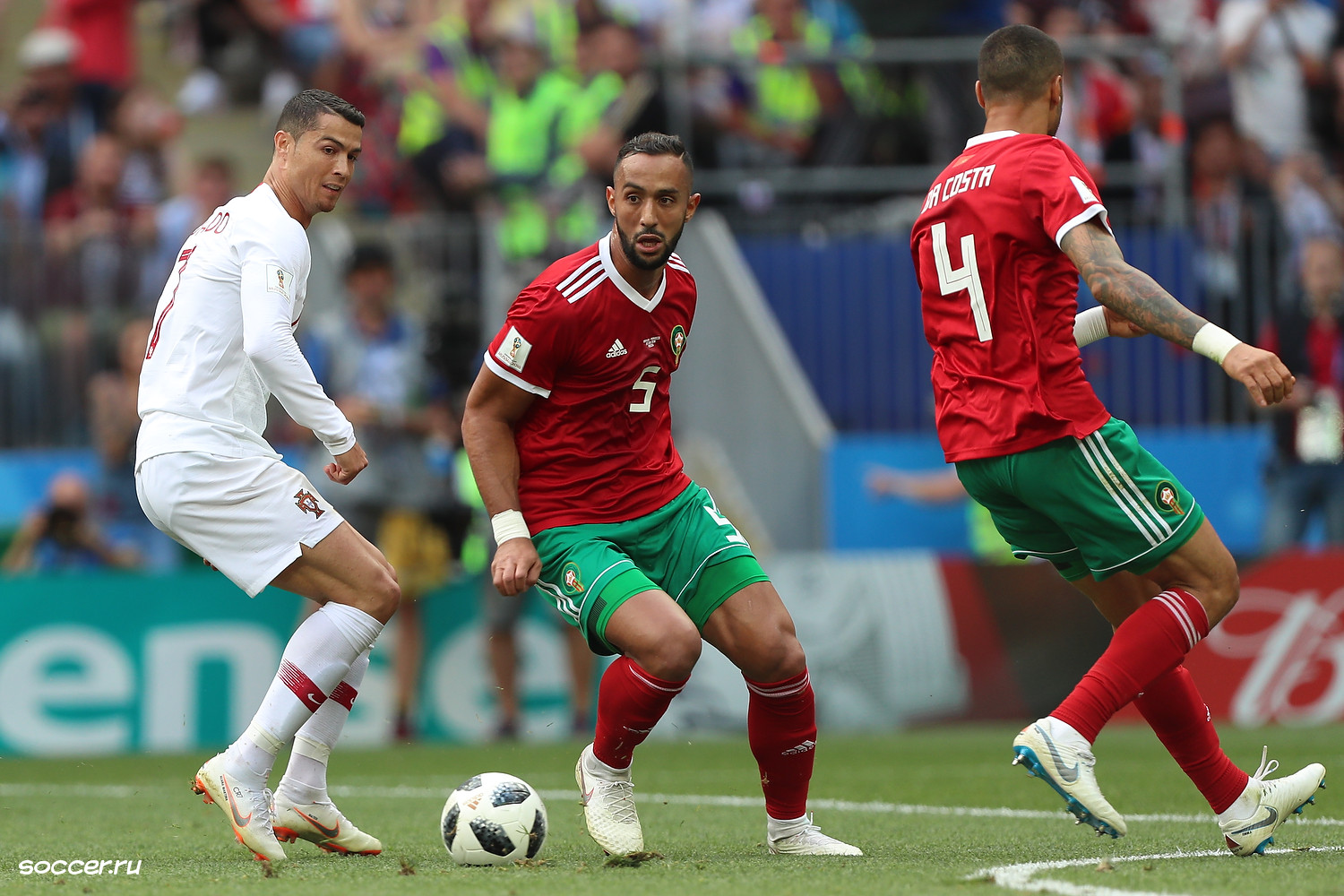
Rencontre du Maroc contre le Portugal

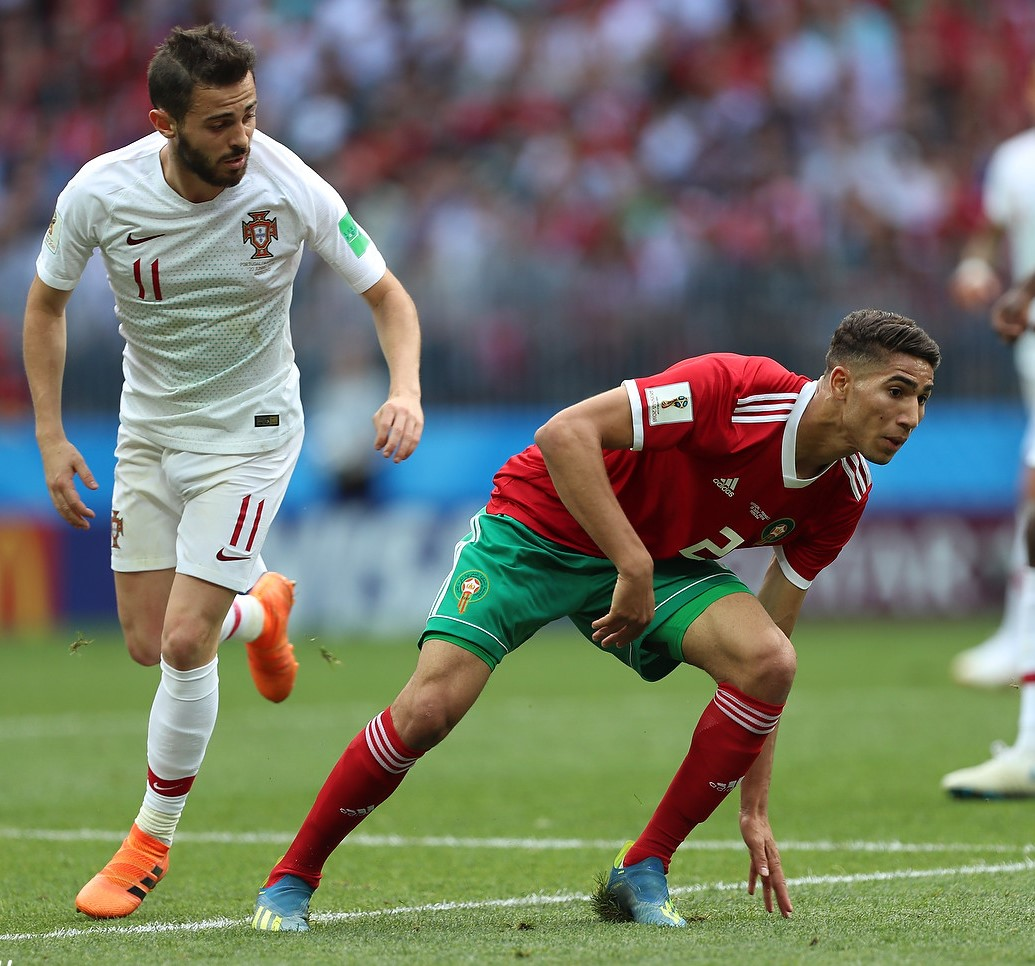
Hakimi en duel avec Bernardo Silva.

Le deuxième match du Maroc se déroulera au Stade Loujniki à Moscou avec un nombre d'environ 40.000 supporters marocains, le deuxième plus grand nombre après le match d'ouverture Russie - Arabie Saoudite. Avec le retour de blessure de Nabil Dirar, Hervé Renard décidera de changer la charnière de la défense centrale Medhi Benatia - Romain Saïss en titularisant Manuel da Costa à la place de Romain. Ce dernier fera une énorme faute d'inattention qui laissera Cristiano Ronaldo marquer le seul but du match à la 4e minute. Avec l'obligation de gagner le match sous peine de se faire éliminer de la compétition, les Marocains domineront le jeu et verront une dizaine d'occasions s'envoler en leur faveur, généralement par le capitaine Medhi Benatia. Malgré un match étonnant de la part de Nordin Amrabat, revenu étonnement il y a 5 jours d'une commotion cérébrale, la FIFA décidera de nommer Cristiano Ronaldo homme du match. A la 95e minute, le Maroc sera finalement éliminé de la compétition après le coup de sifflet final de l'arbitre Mark Geiger. D'énormes polémiques feront surface le lendemain du match, notamment le but de Cristiano Ronaldo à la quatrième minute où Pepe fait une faute sur Khalid Boutaïb ou encore une main dans la surface portugaise. Nordin Amrabat critiquera vivement l'arbitre américain. Ce dernier entraînera la FIFA à une enquête de courte durée sur l'arbitre américain qui s'en sortira sans problèmes.
| Sélectionneur : |
| Fernando Santos |

| Sélectionneur : |
| Renard          |

| Sélectionneur : |
| Fernando Santos |

| Sélectionneur : |
| Renard          |

#### Espagne-Maroc

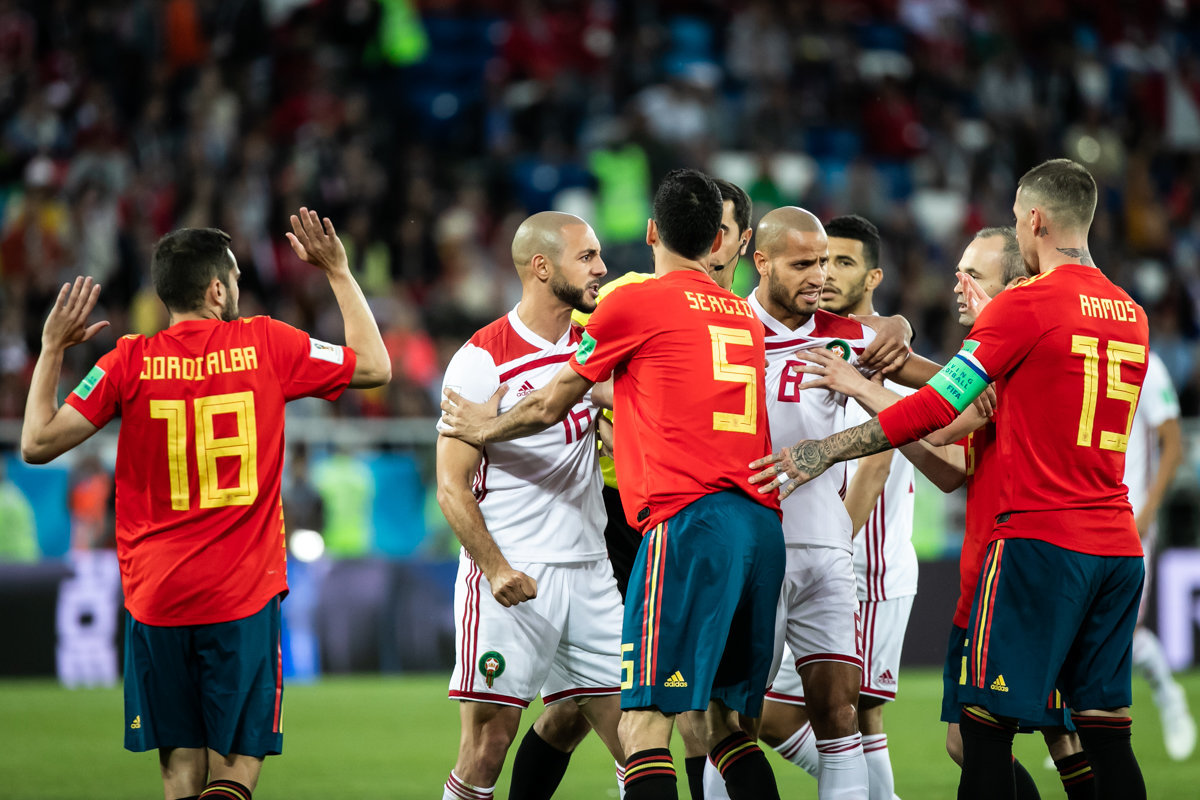
Joueurs marocains et espagnols en pleine altercation en fin de match.

Éliminé de la compétition, les Marocains feront preuve d'honneur dans le troisième match face à l'Espagne, considérés à cette période comme adversaire favori du groupe B. Mis sur le banc à cause d'une légère blessure avant le début de la rencontre, Medhi Benatia laissera son brassard au deuxième capitaine Mbark Boussoufa. Pressés et dominés dans le premier quart d'heure, Khalid Boutaïb profitera d'une perte de balle d'un défenseur espagnol dans le milieu de terrain pour aller marquer le premier but du Maroc dans la compétition dans un 1 contre 1 face à David De Gea à la 14e minute. La Roja fera très vite parler la compétivité de l'équipe en égalisant 5 minutes plus tard à la 19e minute sur un but d'Isco. Les Lions de l'Atlas seront largement dominés en première mi-temps sur le score de 1-1. En deuxième mi-temps, Hervé Renard fera rentrer Fayçal Fajr à la 63e minute qui donnera la passe décisive sur corner à Youssef En-Nesyri, également entré en jeu à la 72e minute pour mettre le Maroc en avant sur le score de 1-2 à la 81e minute sur une tête. Comme face à l'Iran, à la dernière minute, Iago Aspas égalisera la mise sur un but sifflé hors-jeu par l'arbitre Ravshan Irmatov avant que l'assistance vidéo VAR voit les ralentis, et de valider le but espagnol. Considéré comme le match le plus agité des phases de poules avec 6 cartons jaunes en faveur des Marocains, l'arbitrage sera à nouveau pris pour cible par beaucoup d'internautes et des joueurs également. A la fin du match, Nordin Amrabat critiquera une énième fois la VAR avant qu'il soit poursuivi par la justice de la FIFA quelques jours plus tard avec un avertissement.
| Sélectionneur : |
| Fernando Hierro |

| Sélectionneur : |
| Renard          |

| Sélectionneur : |
| Fernando Hierro |

| Sélectionneur : |
| Renard          |

#### Classement
| Rang | Équipe   | Pts | J | G | N | P | Bp | Bc | Diff |  | Résultats (▼ dom., ► ext.) |     |     |     |  |
| ---- | -------- | --- | - | - | - | - | -- | -- | ---- |  | -------------------------- | --- | --- | --- |  |
| 1    | Espagne  | 5   | 3 | 1 | 2 | 0 | 6  | 5  | +1   |  | Espagne                    |     |     |     |  |
| 2    | Portugal | 5   | 3 | 1 | 2 | 0 | 5  | 4  | +1   |  | Portugal                   | 3-3 |     |     |  |
| 3    | Iran     | 4   | 3 | 1 | 1 | 1 | 2  | 2  | 0    |  | Iran                       | 0-1 | 1-1 |     |  |
| 4    | Maroc    | 1   | 3 | 0 | 1 | 2 | 2  | 4  | -2   |  | Maroc                      | 2-2 | 0-1 | 0-1 |  |

### Statistiques

#### Temps de jeu
Seuls trois joueurs ont participé à tous les matchs en entier, il s'agit du gardien Munir Mohamedi, du jeune Achraf Hakimi et du vétéran Mbark Boussoufa (capitaine lors du dernier match).
Quatre joueurs n'ont disputé aucune minute lors de ce mondial. En effet, les gardiens Bounou et Tagnaouti, ainsi que Hamza Mendyl et Youssef Aït Bennasser n'ont participé à aucune des trois rencontres.
| Joueur                |          |          |          | TT       | But inscrit | Passe décisive | MJ       | MT       | Légende |
| --------------------- | -------- | -------- | -------- | -------- | ----------- | -------------- | -------- | -------- | --- |
| Gardiens              | Gardiens | Gardiens | Gardiens | Gardiens | Gardiens    | Gardiens       | Gardiens | Gardiens | Abréviations et symboles : TT : Total de minutes jouées MJ : Nombre de matchs joués MT : Matchs joués en tant que titulaire : but (csc) : but contre son camp : passe décisive : joueur entré : joueur remplacé : capitaine : carton jaune : carton rouge |
| Yassine Bounou        | -        | -        | -        | -        | -           | -              | -        | -        | Abréviations et symboles : TT : Total de minutes jouées MJ : Nombre de matchs joués MT : Matchs joués en tant que titulaire : but (csc) : but contre son camp : passe décisive : joueur entré : joueur remplacé : capitaine : carton jaune : carton rouge |
| Munir Mohand Mohamedi | 90       | 90       | 90       | 270      | -           | -              | 3        | 3        | Abréviations et symboles : TT : Total de minutes jouées MJ : Nombre de matchs joués MT : Matchs joués en tant que titulaire : but (csc) : but contre son camp : passe décisive : joueur entré : joueur remplacé : capitaine : carton jaune : carton rouge |
| Ahmed Reda Tagnaouti  | -        | -        | -        | -        | -           | -              | -        | -        | Abréviations et symboles : TT : Total de minutes jouées MJ : Nombre de matchs joués MT : Matchs joués en tant que titulaire : but (csc) : but contre son camp : passe décisive : joueur entré : joueur remplacé : capitaine : carton jaune : carton rouge |
| Défenseurs            |          |          |          |          |             |                |          |          | Abréviations et symboles : TT : Total de minutes jouées MJ : Nombre de matchs joués MT : Matchs joués en tant que titulaire : but (csc) : but contre son camp : passe décisive : joueur entré : joueur remplacé : capitaine : carton jaune : carton rouge |
| Achraf Hakimi         | 90       | 90       | 90       | 270      | -           | -              | 3        | 3        | Abréviations et symboles : TT : Total de minutes jouées MJ : Nombre de matchs joués MT : Matchs joués en tant que titulaire : but (csc) : but contre son camp : passe décisive : joueur entré : joueur remplacé : capitaine : carton jaune : carton rouge |
| Hamza Mendyl          | -        | -        | -        | -        | -           | -              | -        | -        | Abréviations et symboles : TT : Total de minutes jouées MJ : Nombre de matchs joués MT : Matchs joués en tant que titulaire : but (csc) : but contre son camp : passe décisive : joueur entré : joueur remplacé : capitaine : carton jaune : carton rouge |
| Manuel da Costa       | 8        | 90       | 90       | 188      | -           | -              | 3        | 2        | Abréviations et symboles : TT : Total de minutes jouées MJ : Nombre de matchs joués MT : Matchs joués en tant que titulaire : but (csc) : but contre son camp : passe décisive : joueur entré : joueur remplacé : capitaine : carton jaune : carton rouge |
| Mehdi Benatia         | 90       | 90       | -        | 180      | -           | -              | 2        | 2        | Abréviations et symboles : TT : Total de minutes jouées MJ : Nombre de matchs joués MT : Matchs joués en tant que titulaire : but (csc) : but contre son camp : passe décisive : joueur entré : joueur remplacé : capitaine : carton jaune : carton rouge |
| Romain Saïss          | 90       | -        | 90       | 180      | -           | -              | 2        | 2        | Abréviations et symboles : TT : Total de minutes jouées MJ : Nombre de matchs joués MT : Matchs joués en tant que titulaire : but (csc) : but contre son camp : passe décisive : joueur entré : joueur remplacé : capitaine : carton jaune : carton rouge |
| Nabil Dirar           | -        | 90       | 90       | 180      | -           | -              | 2        | 2        | Abréviations et symboles : TT : Total de minutes jouées MJ : Nombre de matchs joués MT : Matchs joués en tant que titulaire : but (csc) : but contre son camp : passe décisive : joueur entré : joueur remplacé : capitaine : carton jaune : carton rouge |
| Milieux               |          |          |          |          |             |                |          |          | Abréviations et symboles : TT : Total de minutes jouées MJ : Nombre de matchs joués MT : Matchs joués en tant que titulaire : but (csc) : but contre son camp : passe décisive : joueur entré : joueur remplacé : capitaine : carton jaune : carton rouge |
| Hakim Ziyech          | 90       | 90       | 85       | 265      | -           | -              | 3        | 3        | Abréviations et symboles : TT : Total de minutes jouées MJ : Nombre de matchs joués MT : Matchs joués en tant que titulaire : but (csc) : but contre son camp : passe décisive : joueur entré : joueur remplacé : capitaine : carton jaune : carton rouge |
| Karim El Ahmadi       | 90       | 86       | 90       | 266      | -           | -              | 3        | 3        | Abréviations et symboles : TT : Total de minutes jouées MJ : Nombre de matchs joués MT : Matchs joués en tant que titulaire : but (csc) : but contre son camp : passe décisive : joueur entré : joueur remplacé : capitaine : carton jaune : carton rouge |
| Younès Belhanda       | 90       | 75       | 63       | 228      | -           | -              | 3        | 3        | Abréviations et symboles : TT : Total de minutes jouées MJ : Nombre de matchs joués MT : Matchs joués en tant que titulaire : but (csc) : but contre son camp : passe décisive : joueur entré : joueur remplacé : capitaine : carton jaune : carton rouge |
| Fayçal Fajr           | -        | 4        | 27       | 31       | -           | 1              | 2        | -        | Abréviations et symboles : TT : Total de minutes jouées MJ : Nombre de matchs joués MT : Matchs joués en tant que titulaire : but (csc) : but contre son camp : passe décisive : joueur entré : joueur remplacé : capitaine : carton jaune : carton rouge |
| Mbark Boussoufa       | 90       | 90       | 90       | 270      | -           | -              | 3        | 3        | Abréviations et symboles : TT : Total de minutes jouées MJ : Nombre de matchs joués MT : Matchs joués en tant que titulaire : but (csc) : but contre son camp : passe décisive : joueur entré : joueur remplacé : capitaine : carton jaune : carton rouge |
| Youssef Aït Bennasser | -        | -        | -        | -        | -           | -              | -        | -        | Abréviations et symboles : TT : Total de minutes jouées MJ : Nombre de matchs joués MT : Matchs joués en tant que titulaire : but (csc) : but contre son camp : passe décisive : joueur entré : joueur remplacé : capitaine : carton jaune : carton rouge |
| Nordin Amrabat        | 76       | 90       | 90       | 256      | -           | -              | 3        | 3        | Abréviations et symboles : TT : Total de minutes jouées MJ : Nombre de matchs joués MT : Matchs joués en tant que titulaire : but (csc) : but contre son camp : passe décisive : joueur entré : joueur remplacé : capitaine : carton jaune : carton rouge |
| Amine Harit           | 82       | -        | -        | 82       | -           | -              | 1        | 1        | Abréviations et symboles : TT : Total de minutes jouées MJ : Nombre de matchs joués MT : Matchs joués en tant que titulaire : but (csc) : but contre son camp : passe décisive : joueur entré : joueur remplacé : capitaine : carton jaune : carton rouge |
| Sofyan Amrabat        | 14       | -        | -        | 14       | -           | -              | 1        | -        | Abréviations et symboles : TT : Total de minutes jouées MJ : Nombre de matchs joués MT : Matchs joués en tant que titulaire : but (csc) : but contre son camp : passe décisive : joueur entré : joueur remplacé : capitaine : carton jaune : carton rouge |
| Mehdi Carcela         | -        | 15       | -        | 15       | -           | -              | 1        | -        | Abréviations et symboles : TT : Total de minutes jouées MJ : Nombre de matchs joués MT : Matchs joués en tant que titulaire : but (csc) : but contre son camp : passe décisive : joueur entré : joueur remplacé : capitaine : carton jaune : carton rouge |
| Attaquants            |          |          |          |          |             |                |          |          | Abréviations et symboles : TT : Total de minutes jouées MJ : Nombre de matchs joués MT : Matchs joués en tant que titulaire : but (csc) : but contre son camp : passe décisive : joueur entré : joueur remplacé : capitaine : carton jaune : carton rouge |
| Ayoub El Kaabi        | 77       | 20       | -        | 97       | -           | -              | 2        | 1        | Abréviations et symboles : TT : Total de minutes jouées MJ : Nombre de matchs joués MT : Matchs joués en tant que titulaire : but (csc) : but contre son camp : passe décisive : joueur entré : joueur remplacé : capitaine : carton jaune : carton rouge |
| Khalid Boutaïb        | -        | 70       | 72       | 142      | 1           | -              | 2        | 2        | Abréviations et symboles : TT : Total de minutes jouées MJ : Nombre de matchs joués MT : Matchs joués en tant que titulaire : but (csc) : but contre son camp : passe décisive : joueur entré : joueur remplacé : capitaine : carton jaune : carton rouge |
| Youssef En-Nesyri     | -        | -        | 18       | 18       | 1           | -              | 1        | -        | Abréviations et symboles : TT : Total de minutes jouées MJ : Nombre de matchs joués MT : Matchs joués en tant que titulaire : but (csc) : but contre son camp : passe décisive : joueur entré : joueur remplacé : capitaine : carton jaune : carton rouge |
| Aziz Bouhaddouz       | 13       | -        | 5        | 18       | -           | -              | 2        | -        | Abréviations et symboles : TT : Total de minutes jouées MJ : Nombre de matchs joués MT : Matchs joués en tant que titulaire : but (csc) : but contre son camp : passe décisive : joueur entré : joueur remplacé : capitaine : carton jaune : carton rouge |
| TOTAL                 |          |          |          |          |             |                |          |          | Abréviations et symboles : TT : Total de minutes jouées MJ : Nombre de matchs joués MT : Matchs joués en tant que titulaire : but (csc) : but contre son camp : passe décisive : joueur entré : joueur remplacé : capitaine : carton jaune : carton rouge |
| Équipe du Maroc       | 90       | 90       | 90       | 270      | 2           | 1              | 3        | -        | Abréviations et symboles : TT : Total de minutes jouées MJ : Nombre de matchs joués MT : Matchs joués en tant que titulaire : but (csc) : but contre son camp : passe décisive : joueur entré : joueur remplacé : capitaine : carton jaune : carton rouge |

| Buts  | Joueurs           | Adversaires |
| ----- | ----------------- | ----------- |
| 1     | Khalid Boutaïb    | Espagne     |
| 1     | Youssef En-Nesyri | Espagne     |
| TOTAL | 2 BUTS            | 2 BUTS      |

| Passes | Joueurs          | Adversaires      |
| ------ | ---------------- | ---------------- |
| 1      | Fayçal Fajr      | Espagne          |
| TOTAL  | 1 PASSE DÉCISIVE | 1 PASSE DÉCISIVE |

## Aspects socio-économiques
Selon l'ambassade du Maroc en Russie, plus de 42 665 Marocains ont obtenu le « Fan ID » pour assister aux matches de leur sélection, dont un grand nombre issu de la diaspora. Ainsi, la compagnie nationale Royal Air Maroc a mis à disposition 13 avions pour transporter les supporters depuis les principales villes du pays à destination de Saint-Pétersbourg, Moscou et Kaliningrad, avec des tarifs fixes aller-retour.

#### Autres références
1. ↑  « Eliminatoires Coupe du Monde : Maroc vs. Côte d\'Ivoire », sur footballdatabase.eu (consulté le 14 novembre 2017)
2. ↑  Khalil Le Rajaoui, « Qualification du Maroc au Mondial 2018 - Le debrief Radio Foot Internationale », 13 novembre 2017 (consulté le 14 novembre 2017)
3. ↑  « Les Lions de l’Atlas mettront le cap demain sur Tallinn », Le Matin,‎ 4 juin 2018 (lire en ligne)
4. ↑  S.L., « Mondial 2018: les Lions de l’Atlas sont arrivés à Genève », LeSiteInfo.com,‎ 28 mai 2018 (lire en ligne)
5. ↑  Aymane Kadiri Alaoui, « On connaît la date et l'heure de l'arrivée des Lions en Russie », Le360.ma,‎ 8 juin 2018 (lire en ligne)
6. ↑  Aymane Kadiri Alaoui, « Vidéo: la descente d'avion des Lions de l'Atlas à Voronej comme si vous y étiez », Le360.ma,‎ 10 juin 2018 (lire en ligne)
7. ↑  Mohamed Laabi, « Diapo. Voici à quoi ressemble la résidence des Lions de l’Atlas en Russie », Sport24Info.ma,‎ 25 mai 2018 (lire en ligne)
8. ↑  « COUPE DU MONDE 2018 – MAROC : UNE LISTE AVEC TROIS RÉSERVISTES », Football365,‎ 17 mai 2018 (lire en ligne, consulté le 18 mai 2018)
9. ↑  « COUPE DU MONDE 2018 – MAROC : LA LISTE DES 23 D’HERVÉ RENARD, EN-NESYRI REPÊCHÉ », Football365,‎ 4 juin 2018 (lire en ligne, consulté le 4 juin 2018)
10. ↑  « Mondial 2018. Erreurs d'arbitrage: La lettre de Lekjaa à Infantino », Medias24.com,‎ 28 juin 2018 (lire en ligne)
11. ↑  « Karim El Ahmadi rejoint les rangs du club saoudien Ittihad Djeddah », 2M,‎ 10 juillet 2018 (lire en ligne)
12. ↑  Patrick Juillard, « Arabie Saoudite – Al-Nasr : Nordin Amrabat (Watford) a signé (officiel) », Football365.fr,‎ 16 juillet 2018 (lire en ligne)
13. ↑  « Achraf Hakimi (Real Madrid) prêté au Borussia Dortmund », L'Équipe,‎ 11 juillet 2018 (lire en ligne)
14. ↑  Yassine Majdi, « Ayoub El Kaâbi signe en Chine », Telquel,‎ 11 juillet 2018 (lire en ligne)
15. ↑  Patrick Juillard, « Liga – Malaga : Arrivée de Munir (officiel) », Football365.fr,‎ 21 juillet 2018 (lire en ligne)
16. ↑  « De retour sur les réseaux sociaux, Aziz Bouhaddouz remercie ses soutiens », Al HuffPost Maghreb,‎ 16 juin 2018 (lire en ligne)
17. ↑  « Maroc : Amine Harit, homme du match », L'Équipe,‎ 15 juin 2018 (lire en ligne)
18. ↑  JB, « Le Maroc plie facilement l'Estonie », So Foot,‎ 9 juin 2018 (lire en ligne)
19. ↑  K.Kh., « Mondial 2018: Les supporters marocains mettent l'ambiance en Russie », Medias24.com,‎ 12 juin 2018 (lire en ligne)
20. ↑  (en) Ahlam Ben Saga, « Morocco vs Portugal: ‘Amrabat is Man of the Match, Not Cristiano Ronaldo’ », Morocco World News,‎ 21 juin 2018 (lire en ligne)
21. ↑  (nl) « Dit verwijt Hervé Renard aan de scheidsrechter van Marokko-Portugal », Bladna.nl,‎ 25 juin 2018 (lire en ligne)
22. ↑  (en) « Fifa denies US referee asked for Portugal shirt after World Cup match », The Guardian,‎ 21 juin 2018 (lire en ligne)
23. ↑  (en) Jeff Carlisle, « FIFA rubbishes claim World Cup referee Mark Geiger asked for Portugal shirt », ESPN,‎ 21 juin 2018 (lire en ligne)
24. ↑  « Maroc : Benatia sur le banc contre l’Espagne », Afrik-foot.com,‎ 25 juin 2018 (lire en ligne)
25. ↑  (nl) Dennis van Bergen, « Marokko neemt waardig afscheid van WK », Algemeen Dagblad,‎ 25 juin 2018 (lire en ligne)
26. ↑  Alexandre Borde, « Coupe du monde 2018 : le Maroc tient tête à la Roja », Le Point,‎ 25 juin 2018 (lire en ligne)
27. ↑  « Mondial 2018 : le Maroc conteste l'arbitrage », British Broadcasting Corporation,‎ 28 juin 2018 (lire en ligne)
28. ↑  (nl) « Kuitblessure voor Cavani, FIFA waarschuwt Amrabat », Algemeen Dagblad,‎ 30 juin 2018 (lire en ligne)
29. ↑  Abderrahmane Ichi, « 42.665 supporters marocains soutiendront les Lions de l'Atlas en Russie », Le Matin,‎ 12 juin 2018 (lire en ligne)
30. ↑  « Coupe du monde : Royal Air Maroc mobilisera 13 avions pour transporter les supporters marocains en Russie », Bladi.net,‎ 29 mai 2018 (lire en ligne, consulté le 30 juin 2018)